# Rhesala punctilinea
Rhesala punctilinea är en fjärilsart som beskrevs av Alfred Ernest Wileman 1916. Rhesala punctilinea ingår i släktet Rhesala och familjen nattflyn. Inga underarter finns listade.